# Aïn El Hammam
Aïn El Hammam è un comune dell'Algeria, situato nella provincia di Tizi Ouzou.
In epoca coloniale, la località venne ribattezzata Michelet in omaggio allo storico francese Jules Michelet.